# جزيرة الفيل
جزيرة الفيل، من احياء مدينة ودمدني بالسودان يقع على الضفة الغربية للنيل الأزرق وبه نادى رياضى تأسس سنة 1936م.
اسس جزيرة الفيل هو محمد محمدنور ود تتاوي. وحين ما اتي للجزيرة كانت عبارة عن غابة. واستطاع ان يشذب تلك الغابة ويتخذ منها سكنا, وإنشاء بستانا له علي ضفة النيل وحفر ابارا لسقيا القاطنين والزراعة وشييد خلاوي للقرأن وارسل لابن خالته محمد طه شقدي واتي به من قرية ابيد بالقرب من اربجي
وود تتاوي ابنائه هم : عبد الرحيم, كرار, النور, زينب، ام سلمة، رقية، امنة.
وفي عام 1306 هـ عام المجاعة. فتح خلاويه لايواء الفقراء والمساكين وكانت داره عامرة باكرامهم. وبعد حادثة الشكابة متعاوننا مع ابن خالته ودشقدي اتي بالسيد عبدرحمن المهدي وافراد اسرته الي جزيرة الفيل وعاش فيها السيد عبدرحمن ما يقارب 12 عاما. ولا زال احفاد ودتتاوي يسكنون جزيرة الفيل.